# Castillo de Santi Petri
El castillo de Santi Petri son los restos de una fortificación situada en la localidad malagueña de Almogía, España. Cuentan con la protección de la Declaración genérica del Decreto de 22 de abril de 1949, y la Ley 16/1985 sobre el Patrimonio Histórico Español.

## Descripción
Se trata de una fortaleza medieval encaramada sobre un poblado anterior de origen ibérico, con ocupación hasta época mozárabe, situado a 796 metros sobre el nivel del mar. Su planta es irregular, adaptándose a la cumbre del cerro. En superficie, se localizan abundantes restos de material ibérico y, sobre todo, altomedieval.
Tiene un amplio campo de visión hacia el valle del Guadalhorce, los Montes de Málaga, el Campo de Cámara y el castillo de Almogía.
Actualmente sólo quedan algunos restos arquitectónicos diseminados en un extenso espacio geográfico.

## Historia
Aparece citado con el nombre de Xanti Pether, formando parte de una segunda línea de castillos que defendían la fortaleza de Bobastro. También se le refiere con el nombre de Sant Bitar en la campaña de Abd al-Rahman III, contra las fortalezas rebeldes próximas a Málaga. Después de ella el poblado quedó destruido y nunca más se volvió a reconstruir, aunque este emplazamiento se siguiera utilizando como puesto de vigilancia, dado su excelente control visual 